# Cumbre del G-20 de Los Cabos
La Cumbre del G-20 de Los Cabos fue la séptima cumbre del G-20, que tuvo lugar en Los Cabos, Baja California Sur, México, del 18 al 19 de junio de 2012.

## Grupo de los 20
El Grupo de los 20, o G-20, es un foro de 19 países, más la Unión Europea, donde se reúnen regularmente, desde 1999, jefes de Estado (o Gobierno), gobernadores de bancos centrales y ministros de finanzas. Está constituido por siete de los países más industrializados (G-7), más Rusia (G-8), más once países recientemente industrializados de todas las regiones del mundo, y la Unión Europea como bloque económico.
Es un foro de cooperación y consultas entre los países en temas relacionados con el sistema financiero internacional. Estudia, revisa y promueve discusiones sobre temas relacionados con los países industrializados y las economías emergentes, con el objetivo de mantener la estabilidad financiera internacional, y de encargarse de temas que estén más allá del ámbito de acción de otras organizaciones de menor jerarquía.
Desde 2009 el G-20 ha desplazado al G-8 y al G-14 como foro de discusión de la economía mundial.

¿Qué es el G20?

El Grupo de los Veinte, o G20, es el foro más importante de cooperación en las áreas más relevantes de la agenda económica y financiera internacional. Reúne a las economías avanzadas y emergentes más importantes del mundo.
El G20 está integrado por 19 países miembros y la Unión Europea que, en su conjunto, representan cerca del 90% del PIB mundial, el 80% del comercio global y dos tercios de la población total.
Entre sus objetivos se encuentran:
1. La coordinación de políticas entre sus miembros para lograr la estabilidad económica mundial y el crecimiento sostenible;
2. La promoción de regulaciones financieras que permitan disminuir el riesgo y prevenir nuevas crisis; y
3. La reingeniería de la arquitectura financiera internacional.
Cumbre del G-20 de Los Cabos

## Asistentes
| Miembros del G-20 País anfitrión está indicados en negrita. | Miembros del G-20 País anfitrión está indicados en negrita.                     | Miembros del G-20 País anfitrión está indicados en negrita. | Miembros del G-20 País anfitrión está indicados en negrita.   |
| Miembro                                                     | Miembro                                                                         | Representado por                                            | Título                                                        |
| ----------------------------------------------------------- | ------------------------------------------------------------------------------- | ----------------------------------------------------------- | ------------------------------------------------------------- |
| Bandera de Alemania                                         | Alemania                                                                        | Angela Merkel                                               | Canciller                                                     |
| Bandera de Arabia Saudita                                   | Arabia Saudita                                                                  | Ibrahim Abdulaziz Al-Assaf                                  | Ministro de Finanzas                                          |
| Bandera de Argentina                                        | Argentina                                                                       | Cristina Fernández de Kirchner                              | Presidenta                                                    |
| Bandera de Australia                                        | Australia                                                                       | Julia Gillard                                               | Primera ministra                                              |
| Bandera de Brasil                                           | Brasil                                                                          | Dilma Rousseff                                              | Presidenta                                                    |
| Bandera de Canadá                                           | Canadá                                                                          | Stephen Harper                                              | Primer ministro                                               |
| Bandera de la República Popular China                       | China                                                                           | Hu Jintao                                                   | Presidente                                                    |
| Bandera de Corea del Sur                                    | Corea del Sur                                                                   | Lee Myung-bak                                               | Presidente                                                    |
| Bandera de Estados Unidos                                   | Estados Unidos                                                                  | Barack Obama                                                | Presidente                                                    |
| Bandera de Francia                                          | Francia                                                                         | François Hollande                                           | Presidente                                                    |
| Bandera de la India                                         | India                                                                           | Manmohan Singh                                              | Primer ministro                                               |
| Bandera de Indonesia                                        | Indonesia                                                                       | Susilo Bambang Yudhoyono                                    | Presidente                                                    |
| Bandera de Italia                                           | Italia                                                                          | Mario Monti                                                 | Primer ministro                                               |
| Bandera de Japón                                            | Japón                                                                           | Yoshihiko Noda                                              | Primer ministro                                               |
| Bandera de México                                           | México (Anfitrión)                                                              | Felipe Calderón                                             | Presidente                                                    |
| Bandera del Reino Unido                                     | Reino Unido                                                                     | David Cameron                                               | Primer ministro                                               |
| Bandera de Rusia                                            | Rusia                                                                           | Vladímir Putin                                              | Presidente                                                    |
| Bandera de Sudáfrica                                        | Sudáfrica                                                                       | Jacob Zuma                                                  | Presidente                                                    |
| Bandera de Turquía                                          | Turquía                                                                         | Recep Tayyip Erdoğan                                        | Primer ministro                                               |
| Bandera de Unión Europea                                    | Comisión Europea                                                                | José Manuel Barroso                                         | Presidente                                                    |
| Bandera de Unión Europea                                    | Consejo Europeo                                                                 | Herman Van Rompuy                                           | Presidente                                                    |
| Países Invitados                                            |                                                                                 |                                                             |                                                               |
| País                                                        | País                                                                            | Representado por                                            | Título                                                        |
| Bandera de Benín                                            | Benín                                                                           | Yayi Boni                                                   | Presidente                                                    |
| Bandera de Chile                                            | Chile                                                                           | Sebastián Piñera                                            | Presidente                                                    |
| Bandera de Camboya                                          | Camboya                                                                         | Hun Sen                                                     | Primer ministro                                               |
| Bandera de Colombia                                         | Colombia                                                                        | Juan Manuel Santos                                          | Presidente                                                    |
| Bandera de España                                           | España                                                                          | Mariano Rajoy                                               | Presidente                                                    |
| Bandera de Etiopía                                          | Etiopía                                                                         | Meles Zenawi                                                | Primer ministro                                               |
| Organizaciones Internacionales                              |                                                                                 |                                                             |                                                               |
| Organización                                                | Organización                                                                    | Representado por                                            | Título                                                        |
|                                                             | Banco Mundial                                                                   | Robert Zoellick                                             | Presidente del Banco Mundial                                  |
|                                                             | Fondo Monetario Internacional (FMI)                                             | Christine Lagarde                                           | Director general del FMI                                      |
|                                                             | Foro para la Estabilidad Financiera                                             | Mark Carney                                                 | Director del Foro para la Estabilidad Financiera              |
| Bandera de las Naciones Unidas                              | Organización de las Naciones Unidas (ONU)                                       | Ban Ki-moon                                                 | Secretario General de la ONU                                  |
|                                                             | Organización de las Naciones Unidas para la Alimentación y la Agricultura (FAO) | José Graziano da Silva                                      | Director general de la FAO                                    |
|                                                             | Organización Internacional del Trabajo (OIT)                                    | Juan Somavía                                                | Director general de la Organización Internacional del Trabajo |
|                                                             | Organización Mundial del Comercio (OMC)                                         | Pascal Lamy                                                 | Director general de la Organización Mundial del Comercio      |
|                                                             | Organización para la Cooperación y el Desarrollo Económicos (OCDE)              | José Ángel Gurría                                           | Secretario General de la OCDE                                 |

## Programa de Actividades del G20
| Lunes 18 de junio  | Lunes 18 de junio                                                |
| ------------------ | ---------------------------------------------------------------- |
| 13:45              | Arribo de líderes al Centro de Convenciones G20.                 |
| 15:00 - 18:00      | Primera sesión plenaria.                                         |
| 18:10- 18:00       | Fotografía Oficial de Líderes del G20.                           |
| Martes 19 de junio |                                                                  |
| 09:00 - 11:00      | Segunda sesión plenaria.                                         |
| 11:30 - 13:30      | Tercera sesión plenaria.                                         |
| 15:30 - 15:45      | Clausura y adopción de la Declaración de la Cumbre del G20.      |
| 15:50              | Mensaje a medios del Presidente de los Estados Unidos Mexicanos. |

## Debates y conclusiones
La cumbre se centró en la crisis de la deuda soberana europea ya que la mayoría de los líderes allí reunidos estaban de acuerdo en que si no se resolvía rápidamente (y las políticas de austeridad impuestas para superarla no iban acompañadas de estímulos al crecimiento económico) podía provocar una nueva "Gran Recesión" mundial como la de 2008-2009. Por eso todas las presiones, empezando por el presidente norteamericano Barack Obama, se dirigieron hacia la canciller alemana Angela Merkel, la principal responsable de que en la "zona euro" las políticas de ajuste se hayan impuesto a las políticas de crecimiento.
La otra gran protagonista de la cumbre fue España debido a los problemas de solvencia de su sistema bancario, y de cuya solución depende en gran medida que se supere la crisis de la deuda soberana europea (una vez que las elecciones griegas del domingo 17 de junio habían dado la mayoría a los partidos que aceptan los duros recortes que lleva consigo el segundo rescate a Grecia), por lo que se le pidió a España "claridad y rapidez" en la petición del rescate para recapitalizar su banca. En su respuesta el presidente español Mariano Rajoy pidió "romper el vínculo entre riesgo bancario y riesgo soberano, que ha resultado dañino" (unas horas antes la prima de riesgo española se había disparado hasta los 589 puntos básicos). El presidente de la Comisión Europea Durao Barroso lo apoyó afirmando que había que romper el vínculo entre la deuda pública y la deuda bancaria.
La cumbre también fue testigo de un choque entre los primeros mandatarios de Argentina (Kirchner) y de Inglaterra (Cameron) por el combate diplomático de la soberanía de las islas Malvinas, que se viene manteniendo desde 2010 hasta la actualidad.

## Centro de Convenciones
El centro de Convenciones, ubicado en Los Cabos, México, fue diseñado por el arquitecto mexicano Fernando Romero. El elemento distintivo de este lugar es la pared verde, la más grande del mundo, con una extensión de 2,700m².[cita requerida]